# Лаж'ял
Лаж'я́л (рос. Лажъял, марій. Лажъял) — присілок у складі Сернурського району Марій Ел, Росія. Входить до складу Верхньокугенерського сільського поселення.

## Населення
Населення — 388 осіб (2010; 327 у 2002).
Національний склад (станом на 2002 рік):
- марійці — 96 %